# (466270) 2013 MD10
(466270) 2013 MD10 es un asteroide perteneciente al cinturón de asteroides, descubierto el 16 de marzo de 2009 por el equipo Spacewatch desde el Observatorio Nacional de Kitt Peak (Arizona, Estados Unidos).